# Yoshimasa Hosoya

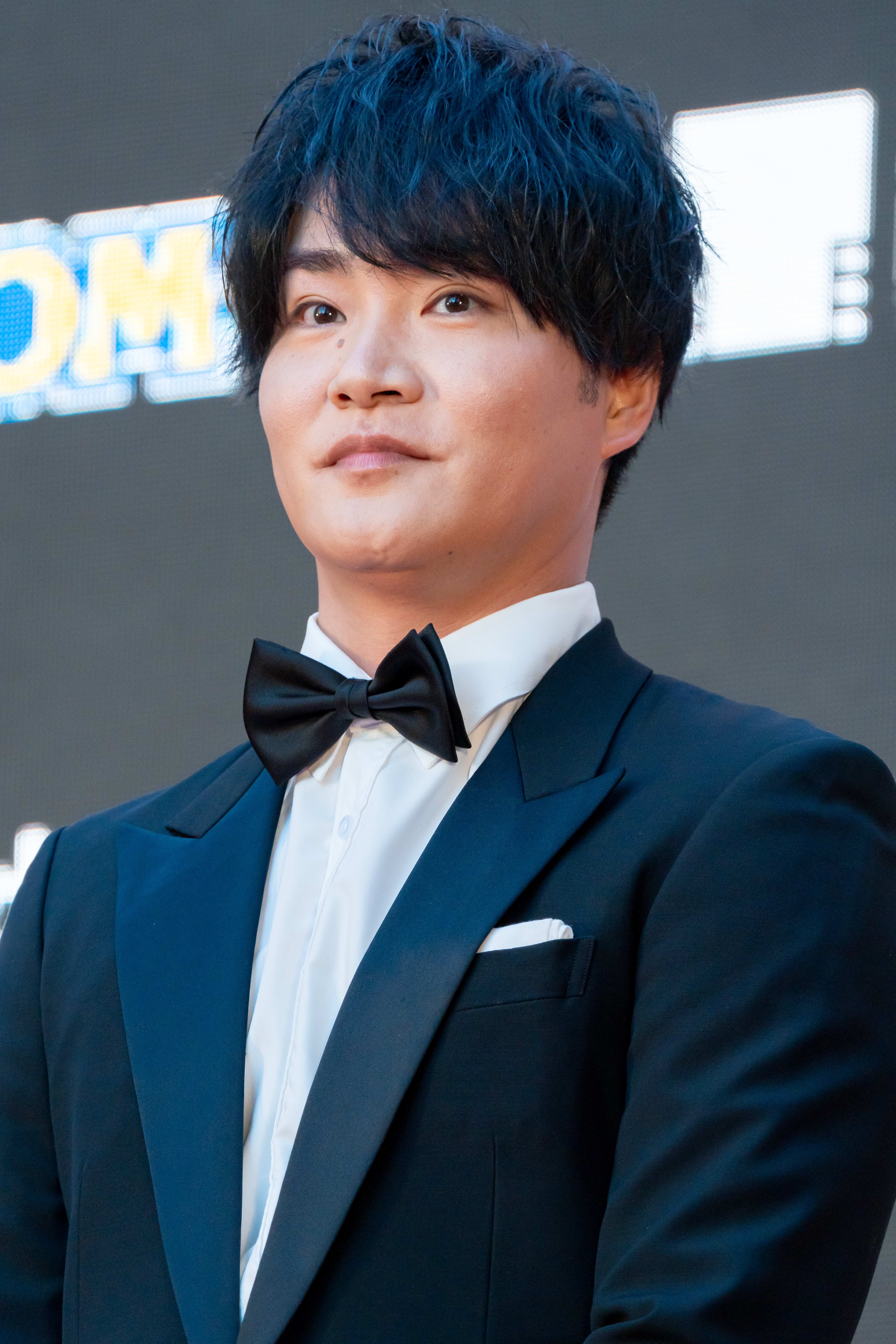
Yoshimasa Hosoya

Yoshimasa Hosoya  (jap. 細谷 佳正, Hosoya Yoshimasa; * 10. Februar 1982 in Onomichi, Präfektur Hiroshima) ist ein japanischer Synchronsprecher (Seiyū) und Sänger.
2012 und 2013 war er gemeinsam mit dem Synchronsprecher Toshiki Masuda als Pop-Duo MaxBoys aktiv und veröffentlichte drei Singles und ein Album. 2014 und 2016 wurde er bei den Seiyu Awards mit dem Preis für die beste Nebenrolle ausgezeichnet.

## Filmografie (Auswahl)
- 2006: Eureka Seven (Caster)
- 2007: Tōkyō Majin Gakuen Kenpuchō: Tō 2 (Kinoko)
- 2007: Big Windup (Hiragi)
- 2008: Yu-Gi-Oh! 5D’s (Grady)
- 2008: Casshern Sins (Elle)
- 2009: Naruto Shipudden (Kigiri)
- 2009: Sengoku Basara (Miyoshi Trio Brothers)
- 2009: Maid-sama (Ryūnosuke Kurosaki)
- 2010: Letter Bee (McCay Gee)
- 2010: Beyblade: Metal Fusion (Wales)
- 2011: Level E (Yukitaka Tsutsu)
- 2011: No. 6 (Nezumi)
- 2011: Yu-Gi-Oh! Zexal (Quattro)
- 2011: Chihayafuru (Arata Wataya)
- 2012: The Prince of Tennis II (Kuranosuke Shiraishi)
- 2013: Kingdom (Ben Wang)
- 2013: Attack on Titan (Reiner Braun)
- 2013: Chihayafuru 2 (Arata Wataya)
- 2013: Dia no Ace (Tetsuya Yūki)
- 2013: Strike the Blood (Kojō Akatsuki)
- 2014: Haikyu!! (Asahi Azumane)
- 2014: Free! (Sosuke Yamazaki)
- 2014: One Week Friends (Shōgo Kiryū)
- 2014: Yu-Gi-Oh! Arc-V (Declan Akaba)
- 2015: The Heroic Legend of Arslan (Daryun)
- 2015: Mobile Suit Gundam: Iron Blooded Orphans (Orga Itsuka)
- 2016: Ajin (Kaito)
- 2016: Joker Game (Odagiri)
- 2016: Taboo Tattoo (Bluesy „Izzy“ Fluesy)
- 2018: Maquia – Eine unsterbliche Liebesgeschichte (Lang)
- 2023: Kaina of the Great Snow Sea (Kaina)